# Montreuil-Bonnin
Montreuil-Bonnin korábbi község Franciaország Új-Aquitania régiójában, Vienne megyében. 2019. január 1-jén Benassay és La Chapelle-Montreuil  korábbi községgel egyesült és az így létrejött Boivre-la-Vallée új község része lett.
Lakosainak száma 755 fő (2018. január 1.). Montreuil-Bonnin Béruges, La Chapelle-Montreuil, Chiré-en-Montreuil, Lavausseau és Vouillé községekkel határos.

## Népesség
A település népességének változása:
| Lakosok száma | 732  | 760  | 764  | 755  | 755  |
|               | 2013 | 2015 | 2016 | 2017 | 2018 |